# Anton Kravčenko
Anton Serhijovyč Kravčenko (in ucraino Антон Сергійович Кравченко?; Dnipropetrovs'k, 23 marzo 1991) è un calciatore ucraino, difensore dello Standart Novi Sanžary.

## Carriera

### Club
Ha giocato nella massima serie dei campionati ucraino, turco e ungherese.

### Nazionale
Ha giocato nelle nazionali giovanili ucraine Under-17 ed Under-19.